# Lliga salvadorenca de futbol
La lliga salvadorenca de futbol, la màxima categoria de la qual s'anomena Primera División (Primera Divisió) o La Liga Mayor, és la màxima competició del Salvador de futbol.

## Història
L'any 1921 la Comissió Nacional d'Educació Física creà la Setmana Nacional d'Esports. L'any 1924, davant la gran demanda, la comissió va incloure un torneig de futbol dins la Setmana d'Esports. L'èxit de la competició portà l'any 1926 a convertir aquest torneig en el Campionat Nacional de Futbol. El torneig el disputaven tres clubs que representaven tres zones del país (la zona oest, la central i l'est). Aquest sistema es mantingué fins al 1930.
La temporada 1929-30, el campió de la zona oest Excélsior FC es queixà de l'actuació de l'àrbitre en els partits davant l'Hércules i es retirà de la competició. Aquest fet provocà que els equips d'aquella zona refusessin tornar a disputar el campionat i aquest no es portà a terme fins al 1937. Aquest any retornà el campionat nacional amb el seu antic format, però les disputes continuaren i no es disputà entre les temporades 1939-1941 i 1944-1945.
L'any 1947 es decidí crear una lliga nacional. El campionat no reeixí i fou abandonat després de poques jornades. La competició, però, seguí endavant i, excepte el 1951, ja es disputà ininterrompudament.
L'any 1998 es decidí canviar el format de la competició i adoptar els tradicionals campionats d'Obertura i Clausura americans. El campionat d'obertura es disputa entre agost i desembre i el de clausura entre febrer i juliol.

## Equips participants
- CD Águila (San Miguel)
- Alianza FC (San Salvador)
- CD Atletico Balboa (La Unión)
- CD Chalatenango (Chalatenango)
- CD FAS (Santa Ana)
- CD Luis Angel Firpo (Usulután)
- Juventud Independiente (San Juan Opico)
- AD Isidro Metapán (Metapán)
- Nejapa FC (Nejapa)
- CD Vista Hermosa (San Francisco Gotera)

## Historial
En cursiva campionats no oficials. Font:

### Campionat Nacional
- 1924:  Club Hércules (1) [a]
- 1925:  Club Hércules (2) [a]
- 1926:  Chinameca SC (1)
- 1927:  Club Hércules (3)
- 1928:  Club Hércules (4)
- 1929-30:  Club Hércules (5)
- 1930-31:  Club Hércules (6) [b]
- 1931-32:  Club Hércules (7) [b]
- 1932-33:  Club Hércules (8) [b]
- 1933-34:  Club Hércules (9) [b]
- 1934-35:  CD Maya (1) [b]
- 1935-36:  CD Maya (2) [b]
- 1937:  CD 33 (1)
- 1938:  CD 33 (2)
- 1939:  CD 33 (3) [b]
- 1940:  España FC (1) [b]
- 1941:  Quequeisque (1) [b]
- 1942:  Quequeisque FC (2)
- 1943:  Quequeisque FC (3)
- 1944:  Quequeisque (4) [b]
- 1945:  Quequeisque (5) [b]
- 1946:  Libertad FC (1)

### Lliga Nacional
- 1947: Campionat abandonat
- 1948-49:  Once Municipal (1)
- 1949-50: No es disputà
- 1950-51:  CD Dragón (1)
- 1951-52:  CD FAS (1)
- 1952-53:  CD Dragón (2)
- 1953-54:  CD FAS (2)
- 1955:  Atlético Marte (1)
- 1955-56:  Atlético Marte (2)
- 1956-57:  Atlético Marte (3)
- 1957-58:  CD FAS (3)
- 1959:  CD Águila (1)
- 1960-61:  CD Águila (2)
- 1961-62:  CD FAS (4)
- 1962:  CD FAS (5)
- 1963-64:  CD Águila (3)
- 1964:  CD Águila (4)
- 1965-66:  Alianza FC (1)
- 1966-67:  Alianza FC (2)
- 1967-68:  CD Águila (5)
- 1968-69:  Atlético Marte (4)
- 1970:  Atlético Marte (5)
- 1971:  Juventud Olímpica (1)
- 1972:  CD Águila (6)
- 1973:  Juventud Olímpica (2)
- 1974-75:  CD Platense (1)
- 1975-76:  CD Águila (7)
- 1976-77:  CD Águila (8)
- 1977-78:  CD FAS (6)
- 1978-79:  CD FAS (7)
- 1979-80:  CD Santiagueño (1)
- 1980-81:  Atlético Marte (6)
- 1981:  CD FAS (8)
- 1982:  Atlético Marte (7)
- 1983:  CD Águila (9)
- 1984:  CD FAS (9)
- 1985:  Atlético Marte (8)
- 1986-87:  Alianza FC (3)
- 1987-88:  CD Águila (10)
- 1988-89:  LA Firpo (1)
- 1989-90:  Alianza FC (4)
- 1990-91:  LA Firpo (2)
- 1991-92:  LA Firpo (3)
- 1992-93:  LA Firpo (4)
- 1993-94:  Alianza FC (5)
- 1994-95:  CD FAS (10)
- 1995-96:  CD FAS (11)
- 1996-97:  Alianza FC (6)
- 1997-98:  LA Firpo (5)

### Torneigs d'Apertura i Clausura
- 1998-99 A:  Alianza FC (7) [c]
- 1998-99 C:  LA Firpo (6)
- 1999-00 A:  CD Águila (11)
- 1999-00 C:  LA Firpo (7)
- 2000-01 A:  CD Águila (12)
- 2000-01 C:  CD Águila (13)
- 2001-02 A:  Alianza FC (8)
- 2001-02 C:  CD FAS (12)
- 2002-03 A:  CD FAS (13)
- 2002-03 C:  San Salvador FC (1)
- 2003-04 A:  CD FAS (14)
- 2003-04 C:  Alianza FC (9)
- 2004-05 A:  CD FAS (15)
- 2004-05 C:  CD FAS (16)
- 2005-06 A:  CD Vista Hermosa (1)
- 2005-06 C:  CD Águila (14)
- 2006-07 A:  Once Municipal (2)
- 2006-07 C:  AD Isidro Metapán (1)
- 2007-08 A:  LA Firpo (8)
- 2007-08 C:  LA Firpo (9)
- 2008-09 A:  AD Isidro Metapán (2)
- 2008-09 C:  AD Isidro Metapán (3)
- 2009-10 A:  CD FAS (17)
- 2009-10 C:  AD Isidro Metapán (4)
- 2010-11 A:  AD Isidro Metapán (5)
- 2010-11 C:  Alianza FC (10)
- 2011-12 A:  AD Isidro Metapán (6)
- 2011-12 C:  CD Águila (15)
- 2012-13 A:  AD Isidro Metapán (7)
- 2012-13 C:  LA Firpo (10)
- 2013-14 A:  AD Isidro Metapán (8)
- 2013-14 C:  AD Isidro Metapán (9)
- 2014-15 A:  AD Isidro Metapán (10)
- 2014-15 C:  Santa Tecla FC (1)
- 2015-16 A:  Alianza FC (11)
- 2015-16 C:  CD Dragón (3)
- 2016-17 A:  Santa Tecla FC (2)
- 2016-17 C:  Santa Tecla FC (3)
- 2017-18 A:  Alianza FC (12)
- 2017-18 C:  Alianza FC (13)
- 2018-19 A:  Santa Tecla FC (4)
- 2018-19 C:  CD Águila (15)
- 2019-20 A:  Alianza FC (14)
- 2019-20 C: Campionat cancel·lat [d]
- 2020-21 A:  Alianza FC (15)
- 2020-21 C:  CD FAS (18)
- 2021-22 A:  Alianza FC (16)
- 2021-22 C:  Alianza FC (17)
- 2022-23 A:  CD FAS (19)
- 2022-23 C: Campionat cancel·lat [e]